# Farol da Selvagem Grande
O farol da Selvagem Grande é um farol português que se localiza na Selvagem Grande, ilhas Selvagens, arquipélago da Madeira. A sua construção data de 1977.